# Kanggje
Město Kanggje (korejsky 강계시 – Kanggje si) je město v Severní Koreji, hlavní město provincie Čagang. Leží ve středu provincie na řece Tongro-gang, přítoku Amnokkangu. K roku 2008 mělo přes čtvrt miliónu obyvatel.